# 江國香織
江國 香織（えくに かおり、1964年〈昭和39年〉3月21日 - ）は、日本の小説家、翻訳家、詩人。父はエッセイストの江國滋。
1987年の『草之丞の話』で童話作家として出発、『きらきらひかる』『落下する夕方』『神様のボート』などの小説作品で人気を得る。2004年、『号泣する準備はできていた』で直木賞受賞。詩作のほか、海外の絵本の翻訳も多数。

## 来歴
東京都世田谷区出身。出生地は東京都新宿区。順心女子学園（現：広尾学園中学校・高等学校）、目白学園女子短期大学国文学科卒業。アテネ・フランセを経て、デラウェア大学に留学。
1985年、20歳で『ユリイカ』に詩作品「綿菓子」を初投稿、「今月の作品」に選ばれ掲載される。1986年、児童文学雑誌『飛ぶ教室』に投稿した「桃子」が入選。翌年に『草之丞の話』で、《小さな童話》大賞大賞。1989年、アメリカ留学時の体験を題材にした小説『409ラドクリフ』で第1回フェミナ賞（学習研究社『季刊フェミナ』による）受賞。同年に初の短編小説集『つめたいよるに』を刊行。1991年、童話集『こうばしい日々』で産経児童出版文化賞、翌年坪田譲治文学賞受賞。
1992年、アルコール使用障害の妻と同性愛者の夫との生活を描いた『きらきらひかる』で紫式部文学賞を受賞、映画化もされる。1999年、『ぼくの小鳥ちゃん』で路傍の石文学賞受賞。2001年、描き下ろし短編集『泳ぐのに、安全でも適切でもありません』で山本周五郎賞。2004年『号泣する準備はできていた』で直木賞受賞。『がらくた』で島清恋愛文学賞受賞。

## 人物
夫は銀行員。　本人は喫煙者で、阪神ファンであり、好きな選手は中野佐資（1986年 - 1993年阪神）である。ギャンブルでは競艇のファンでもある。チョコレートが大好きで、結婚する際夫に、「他の女性にチョコレートを贈らない」という約束をさせた。雨が大好きで、子どもの頃は雨が降ると母や妹とずっと一緒に眺めていたという。また、入浴が長時間に及ぶことも多いため、夫からその様子を「籠城」と形容されることもあったという（『とるにたらないものもの』の記述より）。ペットは、アメリカン・コッカー・スパニエルの「雨」（オス）。エッセイ『雨はコーラがのめない』では、雨と音楽との生活を丁寧に綴っている。
父の江國滋を訪ねてよく遊びに来ていた色川武大を、香織ら子供たちは「色ちゃん」と呼んでいた。

## 受賞歴
- 1987年 - 『草之丞の話』で《小さな童話》大賞大賞。
- 1989年 - 『409ラドクリフ』で第1回フェミナ賞。
- 1991年 - 『こうばしい日々』で第38回産経児童出版文化賞。
- 1992年 - 『こうばしい日々』で第7回坪田譲治文学賞。
- 1992年 - 『きらきらひかる』で第2回紫式部文学賞。
- 1999年 - 『ぼくの小鳥ちゃん』で第21回路傍の石文学賞。
- 2002年 - 『泳ぐのに、安全でも適切でもありません』で第15回山本周五郎賞。
- 2004年 - 『号泣する準備はできていた』で第130回直木賞。
- 2007年 - 『がらくた』で第14回島清恋愛文学賞。
- 2010年 - 『真昼なのに昏い部屋』で第5回中央公論文芸賞。
- 2012年 - 「犬とハモニカ」（『新潮』2011年6月号）で第38回川端康成文学賞。
- 2015年 - 『ヤモリ、カエル、シジミチョウ』で第51回谷崎潤一郎賞。

## 著書

### 小説・童話

#### 長編
- 『きらきらひかる』（新潮社 1991年5月 / 新潮文庫 1994年4月）
- 『ホリーガーデン』（新潮社 1994年9月 / 新潮文庫 1998年3月）
- 『なつのひかり』（集英社 1995年11月 / 集英社文庫 1999年5月）
- 『流しのしたの骨』（マガジンハウス 1996年7月 / 新潮文庫 1999年10月）
- 『落下する夕方』（角川書店 1996年11月 / 角川文庫 1999年7月）
- 『ぼくの小鳥ちゃん』（あかね書房 1997年11月 / 新潮文庫 2001年12月）
- 『神様のボート』（新潮社 1999年7月 / 新潮文庫 2002年7月）
- 『冷静と情熱のあいだ Rosso』（角川書店 1999年10月 / 角川文庫 2001年9月）
  - 辻仁成が男性側の視点から『冷静と情熱のあいだ Blu』を執筆
  - 『愛蔵版 冷静と情熱のあいだ』（角川書店 2001年6月） - 2編を往復書簡のように再編成したもの
- 『薔薇の木 枇杷の木 檸檬の木』（集英社 2000年4月 / 集英社文庫 2003年6月）
- 『ウエハースの椅子』（角川春樹事務所 2001年1月 / ハルキ文庫 2004年5月 / 新潮文庫 2009年11月）
- 『ホテルカクタス』（ビリケン出版 2001年4月 / 集英社文庫 2004年6月）
- 『東京タワー』（マガジンハウス 2001年12月 / 新潮文庫 2006年3月）
- 『スイートリトルライズ』（幻冬舎 2004年3月 / 幻冬舎文庫 2006年8月）
- 『思いわずらうことなく愉しく生きよ』（光文社 2004年6月 / 光文社文庫 2007年6月）
- 『間宮兄弟』（小学館 2004年9月 / 小学館文庫 2007年11月）
- 『すきまのおともだちたち』絵：こみねゆら（白泉社 2005年6月 / 集英社文庫 2008年5月）
- 『がらくた』（新潮社 2007年5月 / 2010年3月 新潮文庫）
- 『左岸』（集英社 2008年10月 / 集英社文庫 2012年2月【上・下】）
  - 対する男性側『右岸』を辻仁成が執筆
- 『雪だるまの雪子ちゃん』絵：山本容子（偕成社 2009年9月 / 新潮文庫 2013年12月）
- 『真昼なのに昏い部屋』（講談社 2010年3月 / 講談社文庫 2013年2月）
- 『抱擁、あるいはライスには塩を』（集英社 2010年11月 / 集英社文庫 2014年1月【上・下】）
- 『金米糖の降るところ』（小学館 2011年9月 / 小学館文庫 2013年10月）
- 『ちょうちんそで』（新潮社 2013年1月 / 新潮文庫 2015年6月）
- 『はだかんぼうたち』（角川書店 2013年3月 / 角川文庫 2016年1月）
- 『ヤモリ、カエル、シジミチョウ』（朝日新聞出版 2014年11月 / 朝日文庫 2017年11月）
- 『なかなか暮れない夏の夕暮れ』（角川春樹事務所 2017年2月 / ハルキ文庫 2019年8月）
- 『彼女たちの場合は』（集英社 2019年5月 / 集英社文庫 2022年4月【上・下】）
- 『去年の雪』（KADOKAWA 2020年2月 / 角川文庫 2023年2月）
- 『ひとりでカラカサさしてゆく』（新潮社 2021年12月）
- 『シェニール織とか黄肉のメロンとか』（角川春樹事務所 2023年9月）
- 『川のある街』(朝日新聞出版 2024年2月)

#### 短編集
- 『つめたいよるに』（理論社 1989年8月 / 【サイズ変更】理論社 1991年7月 / 新潮文庫 1996年5月）
  - つめたいよるに / デューク / 夏の少し前 / 僕はジャングルに住みたい / 桃子 / 草之丞の話 / 鬼ばばあ / 夜の子どもたち / いつか、ずっと昔 / スイート・ラバーズ
- 『こうばしい日々』（あかね書房 1990年10月 / 新潮文庫 1995年5月）
- 『綿菓子』（理論社 1991年2月 / 【新装版】理論社 1993年3月）
  - 新潮文庫『こうばしい日々』（1995年5月）に併録
  - 綿菓子 / 絹子さんのこと / メロン / 昼下がり、お豆腐のかど / 手紙 / きんのしずく
- 『温かなお皿』（理論社 1993年6月）
  - 新潮文庫『つめたいよるに』（1996年5月）に併録
  - 温かなお皿 / 朱塗りの三段重 / ラプンツェルたち / 子供たちの晩餐 / 晴れた空の下で / さくらんぼパイ / 藤島さんの来る日 / 緑色のギムガムクロス / 南ケ原団地A号棟 / ねぎを刻む / コスモスの咲く庭 / 冬の日、防衛庁にて / とくべつな早朝
- 『すいかの匂い』（新潮社 1998年1月 / 新潮文庫 2000年7月）
  - すいかの匂い / 蕗子さん / 水の輪 / 海辺の町 / 弟 / あげは蝶 / 焼却炉 / ジャミパン / 薔薇のアーチ / はるかちゃん / 影
- 『江國香織とっておき作品集』（マガジンハウス 2001年8月）
  - 409ラドクリフ / 放物線 / 九月の庭 / があこちゃん / 夜と妻と洗剤 / とろとろ / ラブ・ミー・テンダー / ぬるい眠り / 夕闇の川のざくろ
- 『泳ぐのに、安全でも適切でもありません』（ホーム社 2002年3月 / 集英社文庫 2005年2月）
  - 泳ぐのに、安全でも適切でもありません / うんとお腹をすかせてきてね / サマーブランケット / りんご追分 / うしなう / ジェーン / 動物園 / 犬小屋 / 十日間の死 / 愛しいひとが、もうすぐここにやってくる
- 『いつか記憶からこぼれおちるとしても』（朝日新聞出版 2002年11月 / 朝日文庫 2005年11月）
  - 指 / 緑の猫 / テイストオブパラダイス / 飴玉 / 雨、きゅうり、緑茶 / 櫛とサインペン
- 『号泣する準備はできていた』（新潮社 2003年11月 / 新潮文庫 2006年7月）
  - 前進、もしくは前進のように思われるもの / じゃこじゃこのビスケット / 熱帯夜 / 煙草配りガール / 溝 / こまつま / 洋一も来られればよかったのにね / 住宅地 / どこでもない場所 / 手 / 号泣する準備はできていた / そこなう
- 『赤い長靴』（文藝春秋 2005年1月 / 文春文庫 2008年3月）
  - 東北新幹線 / 買い食い / マミーカー / 旅 / シール / 膜 / 煙草 / テニスコート / 結婚式 / 箱 / 夜 / ゴルフと遊園地 / 足枷 / 熊とモーツァルト
- 『ぬるい眠り』（新潮文庫 2007年2月）
  - ラブ・ミー・テンダー / ぬるい眠り / 放物線 / 災難の顛末 / とろとろ / 夜と妻と洗剤 / 清水夫妻 / ケイトウの赤、やなぎの緑 / 奇妙な場所
- 『犬とハモニカ』（新潮社 2012年9月 / 新潮文庫 2015年1月）
  - 犬とハモニカ / 寝室 / おそ夏のゆうぐれ / ピクニック / 夕顔 / アレンテージョ
- 『江國香織童話集』（理論社 2018年2月）
  - 九月の庭 / 十月のルネッサンス / あかるい箱 / 七月の卵 / モンテロッソのピンクの壁 / 夕闇の川のざくろ / があこちゃん / おさんぽ
  - 残りの27編は『つめたいよるに』『綿菓子』『温かなお皿』からの再録

### エッセイ
- 『都の子』（文化出版局 1994年6月 / 集英社文庫 1998年11月）
- 『泣かない子供』（大和書房 1996年5月 / 角川文庫 2000年6月）
- 『絵本を抱えて部屋のすみへ』（白泉社 1997年6月 / 新潮文庫 2000年12月）
- 『いくつもの週末』（世界文化社 1997年10月 / 集英社文庫 2001年5月）
- 『泣く大人』（世界文化社 2001年7月 / 角川文庫 2004年8月）
- 『日のあたる白い壁』（白泉社 2001年7月 / 集英社文庫 2007年6月）
- 『とるにたらないものもの』（集英社 2003年7月 / 集英社文庫 2006年5月）
- 『雨はコーラがのめない』（大和書房 2004年5月 / 新潮文庫 2007年7月）
- 『やわらかなレタス』（文藝春秋 2011年2月 / 文春文庫 2013年8月）
- 『物語のなかとそと 江國香織散文集』（朝日新聞出版 2018年3月 / 朝日文庫 2021年3月）
- 『旅ドロップ』（小学館 2019年7月）
- 『読んでばっか』(筑摩書房 2024年6月)

### 絵本
- 『あかるい箱』絵：宇野亜喜良（マガジンハウス 1992年6月 / マガジンハウス 2002年10月）
- 『モンテロッソのピンクの壁』絵：荒井良二（ほるぷ出版 1992年12月 / 集英社文庫 2004年7月）
- 『夕闇の川のざくろ』絵：守屋恵子（八曜社 1993年6月 / ポプラ文庫 2008年4月）
- 『デューク』絵：山本容子（講談社 2000年11月）
- 『桃子』絵：飯野和好（旬報社 2000年11月）
- 『草之丞の話』絵：飯野和好（旬報社 2001年7月）
- 『おさんぽ』絵：こみねゆら（白泉社 2002年7月）
- 『ジャミパン』絵：宇野亜喜良（アートン 2004年9月）
- 『いつか、ずっと昔』絵：荒井良二（アートン 2004年12月）
- 『ふりむく』絵：松尾たいこ（マガジンハウス 2005年9月 / 講談社文庫 2010年9月）
- 『カエルの王さま―あるいは鉄のハインリヒ グリム童話』絵：宇野亜喜良（フェリシモ出版 2009年7月）
- 『ちょうちょ』絵：松田奈那子（白水社 2013年9月）

### 詩集
- 『すみれの花の砂糖漬け』（理論社 1999年11月 / 新潮文庫 2002年12月）
- 『活発な暗闇』（いそっぷ社 2003年4月）
  - 【新装改訂版】いそっぷ社 2015年11月）
- 『パンプルムース!』絵：いわさきちひろ（講談社 2005年2月 / 講談社+α文庫 2008年11月）
- 『いちねんせいになったあなたへ』絵：井口真吾（小学館 2011年3月）

### その他
- 『僕はジャングルに住みたい』（全国学校図書館協議会 2003年4月）

### 共著・対談集
- 『対談集 素直にわがまま』（偕成社 1990年12月）
  - 【改題】『対談集 絵本のこと話そうか』（アノニマ・スタジオ 2018年8月）
- 『性愛を書く!』（ビレッジセンター出版局 1998年10月）
- 『十五歳の残像』（新潮社 1998年10月） - 対談集
- 『恋するために生まれた 辻仁成往復書簡』（幻冬舎 2001年5月）
- 『エドワード・ゴーリーの世界』（河出書房新社 2002年8月 / 河出書房新社 2020年4月【改訂増補新版】）
  - 柴田元幸らとの共著
- 『本の話をしよう』（晶文社 2002年9月）
  - 長田弘との対談を収録
- 『恋の魔法をかけられたら 恋愛対談（角川春樹事務所 2003年7月 / ハルキ文庫）
  - 唯川恵との対談「恋をするほどドラマチックなものはない」収録
- 『なぜ売れないのかなぜ売れるのか』（講談社 2005年7月）
  - 田中和雄との対談「ほんとうの価値とはなにか」収録
- 『田辺聖子全集 別巻1』（集英社 2008年6月）
  - 対談「瞬景の小宇宙」収録
- 『児玉清の「あの作家に会いたい」 人と作品をめぐる25の対話』（PHP研究所 2009年7月）
  - 児玉清との対談「本には『積ん読』だけでも不思議な力がある」収録
- 『文学の器 現代作家と語る昭和文学の光芒』（扶桑社 2009年8月）
  - 坂本忠雄・柳美里との鼎談「太宰治『斜陽』」収録
- 『ロバート キャンベルの小説家神髄 現代作家6人との対話』（NHK出版 2012年2月）
  - ロバート・キャンベルとの対談「フツーなんて、ないのです。」収録
- 『作家の履歴書 21人の人気作家が語るプロになるための方法』（角川書店 2014年2月 / 角川文庫 2016年4月） - インタビュー・アンケートを収録
- 『新しい須賀敦子』（集英社 2015年12月）
  - 松家仁之・湯川豊との対談・講演・評論を収録
- 『扉のかたちをした闇』（小学館 2016年11月 / 小学館文庫 2021年7月）
  - 森雪之丞とのコラボレーション詩集
- 『小泉放談』（宝島社文庫 2017年12月）
  - 小泉今日子との対談「スローダウンはまだ早い」収録
- 『あの映画見た?』（新潮社 2018年6月）
  - 井上荒野との対談集

### アンソロジー（収録）
「」内が江國香織の作品

#### 小説
- 『アリスの国 vol.1』（河出書房新社 1990年7月）「ぬるい眠り」
- 『現代童話 5』（福武書店 1991年3月）「草之丞の話」
- 『新潮現代童話館』（新潮文庫 1992年1月）「亮太」
- 『くだものだもの』（福武書店 1992年10月 / ランダムハウス講談社 2007年9月）「メロン」
- 『いじめの時間』（朝日新聞出版 1997年4月 / 新潮文庫 2005年3月）「緑の猫」
- 『LOVE SONGS』（幻冬舎 1997年12月 / 幻冬舎文庫 1999年4月）「Cowgirl blues」
- 『恋愛アンソロジー・LOVERS』（祥伝社 2001年6月 / 祥伝社文庫 2003年7月）「ほんものの白い鳩」
- 『銀座24の物語』（文藝春秋 2001年8月 / 文春文庫 2004年12月）「カステラ」
- 『恋愛アンソロジー・Friends』（祥伝社 2003年7月 / 祥伝社文庫 2005年8月）「ザーサイの思い出」
- 『ナナイロノコイ』（角川春樹事務所 2003年8月 / ハルキ文庫 2006年5月）「ドラジェ」
- 『こんなにも恋はせつない 恋愛小説アンソロジー』（光文社文庫 2004年1月）「焼却炉」
- 『with you』（幻冬舎 2004年3月 / 幻冬舎文庫 2005年8月）「突き進む娘」
- 『君へ。 つたえたい気持ち三十七話』（メディアファクトリー 2004年3月）「そばにいてくれた？」
- 『ただならぬ午睡』（光文社文庫 2004年5月）「十日間の死」 - 編纂も担当
- 『文学2005』（講談社 2005年5月）「寝室」
- 『めぐり逢い 恋愛小説アンソロジー』（ハルキ文庫 2005年7月）「テイスト・オブ・パラダイス」
- 『男の涙 女の涙 せつない小説アンソロジー』（光文社文庫 2006年1月）「デューク」
- 『齋藤孝のイッキに読める!名作選 中学生』（講談社 2006年4月）「デューク」
- 『翳りゆく時間』（新潮文庫 2006年8月）「りんご追分」
- 『肥田美代子が選ぶラブストーリー集』（学習研究社 2007年2月）「デューク」
- 『Vintage '07』（講談社 2007年9月）「壬生夫妻」
- 『日本の童話名作選 現代篇』（講談社 2012年12月）「草之丞の話」
- 『JOY!』（講談社 2008年4月）「テンペスト」
  - 【改題】『彼の女たち』（2012年4月）
- 『夏ものがたり ものがたり12か月』（偕成社 2008年6月）「七月の卵」
- 『甘い記憶 6 Sweet Memories』（新潮社 2008年8月）「おそ夏のゆうぐれ」
  - 【改題】『甘い記憶』（新潮文庫 2011年2月）
- 『ナイン・ストーリーズ・オブ・ゲンジ』（新潮社 2008年10月）「夕顔」
  - 【改題】『源氏物語 九つの変奏』（新潮文庫 2011年5月）
- 『金原瑞人YAセレクション みじかい眠りにつく前にI 真夜中に読みたい10の話』（ピュアフル文庫 2008年11月）「十月のルネッサンス」
- 『短篇ベストコレクション 現代の小説2009』（徳間文庫 2009年6月）「女友達」
- 『Invitation』（文藝春秋 2010年1月）「蛾」
  - 【改題】『甘い罠 8つの短篇小説集』（文春文庫 2012年7月）
- 『チーズと塩と豆と』（ホーム社 2010年10月 / 集英社文庫 2013年10月）「アレンテージョ」
- 『それはまだヒミツ 少年少女の物語』（新潮文庫 2012年2月）「亮太」
- 『女がそれを食べるとき』（幻冬舎文庫 2013年4月）「晴れた空の下で」
- 『手のひらの恋 けれど、いちばん大切なあの人との記憶。』（角川文庫 2014年1月）「女友達」
- 『読まずにいられぬ名短篇』（ちくま文庫 2014年5月）「デューク」
- 『夏休み』（角川文庫 2014年6月）「あげは蝶」
- 『日本文学100年の名作第9巻 1994-2003 アイロンのある風景』（新潮文庫 2015年5月）「清水夫妻」
- 『100万分の1回のねこ』（講談社 2015年7月 / 講談社文庫 2018年12月）「生きる気まんまんだった女の子の話」
- 『齋藤孝のイッキによめる!名作選 小学6年生』（講談社 2015年7月）「草之丞の話」
- 『現代小説クロニクル 2005〜2009』（講談社 2015年10月）「寝室」
- 『20の短編小説』（朝日文庫 2016年1月）「蒸籠を買った日」
- 『ショートショートの缶詰』（キノブックス 2016年5月）「草之丞の話」
- 『冒険の森へ 傑作小説大全2 忍者と刺客』（集英社 2016年12月）「草之丞の話」
- 『短編伝説 愛を語れば』（集英社文庫 2017年10月）「ごはん」
- 『心に風が吹いてくる 青春文学アンソロジー』（三省堂 2018年7月）「弟」
- 『「いじめ」をめぐる物語』（朝日文庫 2018年8月）「緑の猫」
- 『1日10分のごほうび NHK国際放送が選んだ日本の名作』（双葉文庫 2020年3月）「南ヶ原団地Ａ号棟」
- 『Yuming Tribute Stories』（新潮文庫 2022年7月）「夕涼み」

#### エッセイ・その他
- 『犬の話』（角川文庫 2002年9月）「アメリカンな雨のこと」
- 『こころの羅針盤』（光文社文庫 2005年10月）「知る余地のこと」
- 『過ぎゆくもの』（マガジンハウス 2007年10月）「トーマス・クックとドモドッソラ」
- 『エロティックス』（新潮文庫 2009年9月）「詩集『すみれの花の砂糖づけ』より」 - 詩
- 『いつも一緒に 犬と作家のものがたり』（新潮文庫 2012年12月）「アメリカンな雨のこと」
- 『アンソロジー お弁当。』（パルコ 2013年8月）「のり弁の日」
- 『アンソロジー おやつ』（パルコ 2014年2月）「静岡まで、ようかんを」
- 『直木賞受賞エッセイ集成』（2014年4月）「恋愛は無敵だと書きたい私としては」- インタビュー
- 『ずるずる、ラーメン』（河出書房新社 2014年6月）「最近の至福」
- 『なんたってドーナツ 美味しくて不思議な41の話』（ちくま文庫 2014年10月）「ニューヨーク・大雪とドーナツ」
- 『ぐつぐつ、お鍋』（河出書房新社 2014年12月）「鱈のこと」
- 『あのひと 傑作随想41編』（新潮文庫 2015年1月）「父の小言」
- 『ひんやりと、甘味』（河出書房新社 2015年7月）「スイカシェイクとひろみちゃん」
- 『本なんて! 作家と本をめぐる52話』（キノブックス 2015年7月）「書斎の匂い」
- 『こんがり、パン』（河出書房新社 2016年5月）「フレンチトースト」
- 『まるまる、フルーツ』（河出書房新社 2016年8月）「果物、果物、果物!」
- 『うなぎと日本人』（角川文庫 2016年9月）「薔薇と蒲焼」
- 『うっとり、チョコレート』（河出書房新社 2017年1月）「よその女」
- 『ちょこっと、つまみ おいしい文藝』（河出書房新社 2020年3月）「九州＠東京」

### アンソロジー（編纂のみ）
- 『女性作家が選ぶ太宰治』（講談社文芸文庫 2015年2月）

## 翻訳作品
- 『天使のクリスマス』ピーター・コリントン（ほるぷ出版 1990年11月）
- 『てろんてろんちゃん』ジョイス・デュンバー（ほるぷ出版 1992年4月）
- 『いちにち』ハイディ・ゴーネル（PARCO出版局 1992年10月）
- 『くまのプーさんのクリスマス』ブルース・トーキントン（講談社 1992年11月 / 【サイズ変更】講談社 2000年10月）
- 『ときにはひとりもいいきぶん』ハイディ・ゴーネル（PARCO出版局 1992年10月）
- 『そとはただ春』E・E・カミングス （PARCO出版局 1992年12月）
- 『ペンギンかもしれないな』ハイディ・ゴーネル（PARCO出版局 1992年12月）
- 『おひるねのいえ』オードリー・ウッド（ブックローン出版 1993年5月）
- 『1999年6月29日』デイヴィッド・ウィーズナー（ブックローン出版 1993年8月 / BL出版 1998年9月）
- 『おおきなペットたち』レイン・スミス（ほるぷ出版 1993年2月）
- 『おふろじゃおふろじゃ バスタブ王ビドグッド』オードリー・ウッド（ブックローン出版 1993年2月 / BL出版 2000年10月）
- 『こぶたちゃん』ドン＆オードリー・ウッド（ブックローン出版 1994年12月 / BL出版 1998年10月）
- 『大あらし』ディヴィッド・ウィーズナー（ブックローン出版 1995年8月）
- 『しろいゆきあかるいゆき』アルビン・トレッセルト（ブックローン出版 1995年10月 / BL出版 2000年7月）
- 『おとなになること』サラ・ミッダ（ほるぷ出版 1995年10月）
- 『夜がくるまでは』イヴ・バンティング（ブックローン出版 1996年3月）
- 『きつねおくさまのごけっこん』グリム兄弟（講談社 1996年4月）
- 『海辺のくま』クレイ・カーミッシェル（BL出版 1997年7月）
- 『ふるびたくま』クレイ・カーミッシェル（BL出版 1999年8月）
- 『しょうぼう馬のマックス』サラ・ロンドン（岩波書店 1998年11月）
- 『レターズ・フロム・ヘヴン』レイチェル・アンダーソン（講談社 1999年6月 / 講談社文庫 2009年12月）
- 『心の小鳥』ミハル・スヌニット（河出書房新社 1999年6月）
- 『マーサのいぬまに』ブルース・イングマン（小学館 1999年6月）
- 『きんいろのとき ゆたかな秋のものがたり』アルビン・トレッセルト（ほるぷ出版 1999年9月）
- 『シェイカー通りの人びと』アリス＆マーティン・プロベンセン（ほるぷ出版 1999年10月）
- 『マドレーヌのクリスマス』ルドウィッヒ・ベーメルマンス（BL出版 2000年11月）
- 『あたしの一生 猫のダルシーの物語』ディー・レディー（飛鳥新社 2000年7月 / 小学館文庫 2016年3月）
  - 【改題】『あたしの一生 猫のダルシーの贈り物』（飛鳥新社 2006年1月）
- 『おおきなあかいなや』マーガレット・ワイズ・ブラウン（偕成社 2001年9月）
- 『ロンドンのマドレーヌ』ルドウィッヒ・ベーメルマンス（BL出版 2001年11月）
- 『ねこたちの夜 ブルース・イングマン』（小学館 2001年6月）
- 『どうして犬が好きかっていうとね』キム・レヴィン（竹書房 2002年7月）
- 『3びきのぶたたち』デイヴィッド・ウィーズナー（BL出版 2002年11月）
- 『オキーフの家』クリスティン・テイラー・パッテン（メディアファクトリー 2003年2月）
- 『おひさまパン』エリサ・クレヴェン（金の星社 2003年7月）
- 『ステラもりへいく』メアリー=ルイーズ・ゲイ（光村教育図書 2003年7月）
- 『ホンドとファビアン』ピーター・マッカーティ（岩崎書店 2003年9月）
- 『ゆきのひのステラ』メアリー=ルイーズ・ゲイ（光村教育図書 2003年10月）
- 『カプチーヌ』タンギー・グレバン（小峰書店 2003年10月）
- 『小さな魔女のカプチーヌ』タンギー・グレバン（小峰書店 2003年10月）
- 『しつれいですが、魔女さんですか』エミリー・ホーン（小峰書店 2003年10月）
- 『イングリッシュローズィズ』マドンナ（ホーム社 2003年11月）
- 『おはようサム』メアリー=ルイーズ・ゲイ（光村教育図書 2004年4月）
- 『おやすみサム』メアリー=ルイーズ・ゲイ（光村教育図書 2004年4月）
- 『うみべのステラ』メアリー=ルイーズ・ガイ（光村教育図書 2004年6月）
- 『ジベルニィのシャーロット』 ジョアン・マックファイル・ナイト（BL出版 2004年4月）
- 『さびしいくま』クレイ・カーミッシェル（BL出版 2004年8月）
- 『おへやのなかのおとのほん』マーガレット・ワイズ・ブラウン（ほるぷ出版 2004年9月）
- 『アメリカのマドレーヌ』ルドウィッヒ・ベーメルマンス（BL出版 2004年10月）
- 『マドレーヌのメルシーブック いつもおぎょうぎよくいるために』ジョン・ベーメルマンス・マルシアーノ（BL出版 2005年4月）
- 『なつのいなかのおとのほん』マーガレット・ワイズ・ブラウン（ほるぷ出版 2005年7月）
- 『ステラのほしぞら』メアリー=ルイーズ・ゲイ（光村教育図書 2005年8月）
- 『いやはや』メアリー=ルイーズ・ゲイ（光村教育図書 2006年5月）
- 『とんでもないおいかけっこ』クレメント・ハード（BL出版 2006年5月）
- 『マドレーヌとどうぶつたち』ジョン・ベーメルマンス・マルシアーノ（BL出版 2006年7月）
- 『クリスマスのまえのばん』クレメント・クラーク・ムーア（BL出版 2006年10月）
- 『おぞましいりゅう』デイヴッド・ウィーズナー&キム・カーン（BL出版 2006年10月）
- 『イングリッシュローズィズ2 とてもほんとうとは思えないくらいすてき』マドンナ（ホーム社 2007年2月）
- 『なにしてるの、サム?』メアリー=ルイーズ・ゲイ（光村教育図書 2007年6月）
- 『うみべのおとのほん』マーガレット・ワイズ・ブラウン（ほるぷ出版 2007年8月）
- 『マリーのお人形』ルイーズ・ファティオ（BL出版 2007年8月）
- 『竹取物語（現代語訳）かぐや姫の物語』（新潮社 2008年8月）
- 『オズの魔法使い』ライマン・フランク・ボウム（BL出版 2008年11月 / 小学館 2013年3月 / 小学館文庫 2015年2月）
- 『マドレーヌとローマのねこたち』ジョン・ベーメルマンス・マルシアーノ（BL出版 2009年7月）
- 『ステラがうんとちいさかったころ』メアリー=ルイーズ・ゲイ（光村教育図書 2010年2月）
- 『よくぞごぶじで きつねのかぞくのおはなし』ルドウィッヒ・ベーメルマンス（BL出版 2010年10月）
- 『しんとしずかな、ほん』デボラ・アンダーウッド（光村教育図書 2011年1月）
- 『マドレーヌ、ホワイトハウスにいく』ジョン・ベーメルマンス・マルシアーノ（BL出版 2011年3月）
- 『にぎやかなほん!』デボラ・アンダーウッド（光村教育図書 2011年4月）
- 『ゴールデン・バスケットホテル』ルドウィッヒ・ベーメルマンス（BL出版 2011年4月）
- 『アートとマックス ゴキゲンなゲイジュツ』デイヴィッド・ウィーズナー（BL出版 2011年8月）
- 『バティストさんとハンガーブルグ=ハンガーブルグ伯爵のおはなし』ルドウィッヒ・ベーメルマンス（BL出版 2012年1月）
- 『しずかな、クリスマスの ほん』デボラ・アンダーウッド（光村教育図書 2012年11月）
- 『マールとおばあちゃん』ティヌ・モルティール（ブロンズ新社 2013年4月）
- 『青い鳥』モーリス・メーテルリンク（講談社 2013年10月 / 講談社青い鳥文庫 2013年10月 / 講談社文庫 2016年12月）
- 『おやゆびひめ』リスヴェート・ツヴェルガー（BL出版 2013年11月）
- 『マドレーヌとパリのふるいやしき』ジョン・ベーメルマンス・マルシアーノ（BL出版 2014年10月）
- 『ぼくはきみで きみはぼく』ルース・クラウス文、モーリス・センダック絵（偕成社 2014年10月）
- 『パールストリートのクレイジー女たち』トレヴェニアン（ホーム社 2015年4月 / 集英社文庫 2018年5月）
- 『ナイアガラの女王』クリス・ヴァン・オールズバーグ（河出書房新社 2015年9月）
- 『池澤夏樹=個人編集 日本文学全集03 竹取物語 / 伊勢物語 / 堤中納言物語 / 土佐日記 / 更級日記』（河出書房新社 2016年1月 / 河出文庫 2023年11月）- 更級日記の現代語訳を担当（文庫は単著）
- 『ゆき、まだかなあ』マーシト・ダイアン・アーノルド（光村図書出版 2016年12月）
- 『とてもとてもサーカスなフロラ』ジャック・センダック（集英社 2017年10月）
- 『アンデルセンのおはなし』エドワード・アーディゾーニ（のら書店 2018年5月）
- 『ぼくにまかせて!』デイヴッド・ウィーズナー（BL出版 2018年7月） - タイトル訳

## メディア出演

### テレビ
- 一枚の写真（1992年7月15日、フジテレビ）
- ETV特集『須賀敦子 霧のイタリア追想 ～自由と孤独を生きた作家～』（2009年10月18日、NHK教育）
- ボクらの時代（2012年2月19日、フジテレビ）

## 映像化作品

### 映画
- きらきらひかる（1992年10月24日公開、配給：日本ヘラルド映画、監督：松岡錠司、主演：薬師丸ひろ子）
- 落下する夕方（1998年11月7日公開、配給：松竹、監督：合津直枝、主演：原田知世）
- 冷静と情熱のあいだ（2001年11月10日公開、配給：東宝、監督：中江功、主演：竹野内豊）
- 東京タワー（2005年1月15日公開、配給：東宝、監督：源孝志、主演：黒木瞳）
- 間宮兄弟（2006年5月13日公開、配給：アスミック・エース、監督：森田芳光、主演：佐々木蔵之介）
- スイートリトルライズ（2010年3月13日公開、配給：ブロードメディア・スタジオ、監督：矢崎仁司、主演：中谷美紀）

### テレビドラマ
- 温かなお皿（2001年12月25日、フジテレビ系「江國香織Ｘマスドラマ」、主演：今井美樹）
- ほんものの白い鳩（2002年10月2日、BS日テレ「ドラマ・ブック」、主演：ともさかりえ）
- デューク（2006年7月17日、TBS系「恋愛小説」、主演：優香）
- カレ、夫、男友達（2011年11月1日 - 12月20日、全8話、NHK総合、主演：真木よう子、原作：思いわずらうことなく愉しく生きよ）
- 神様のボート[10]（2013年3月10日 - 3月24日、全3話、BSプレミアム、主演：宮沢りえ）
- 東京タワー（2024年4月20日 - 、テレビ朝日、主演：永瀬廉）